# Kawarimono

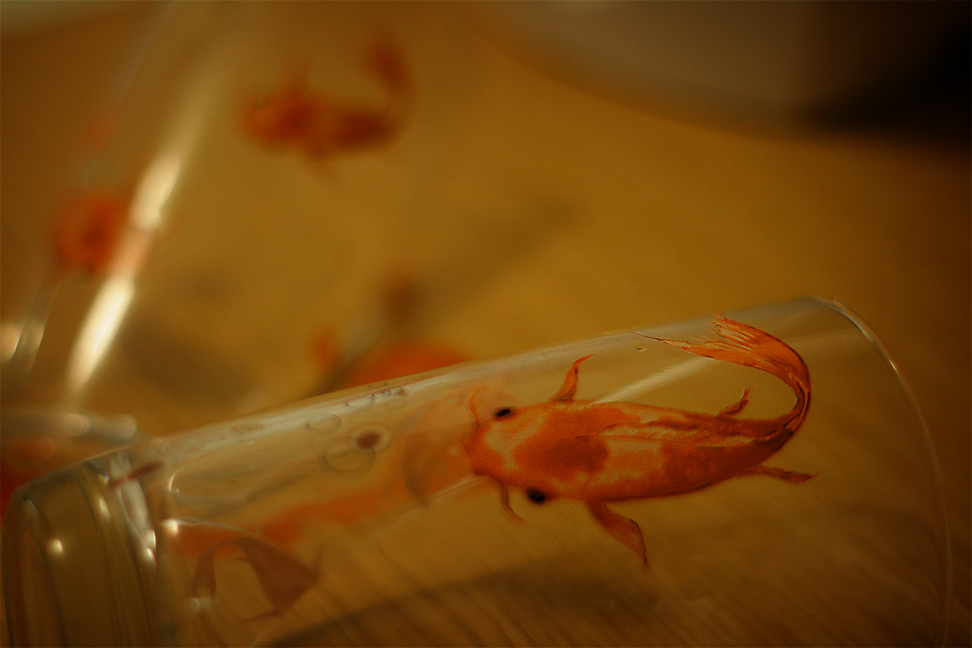
Kawarimono

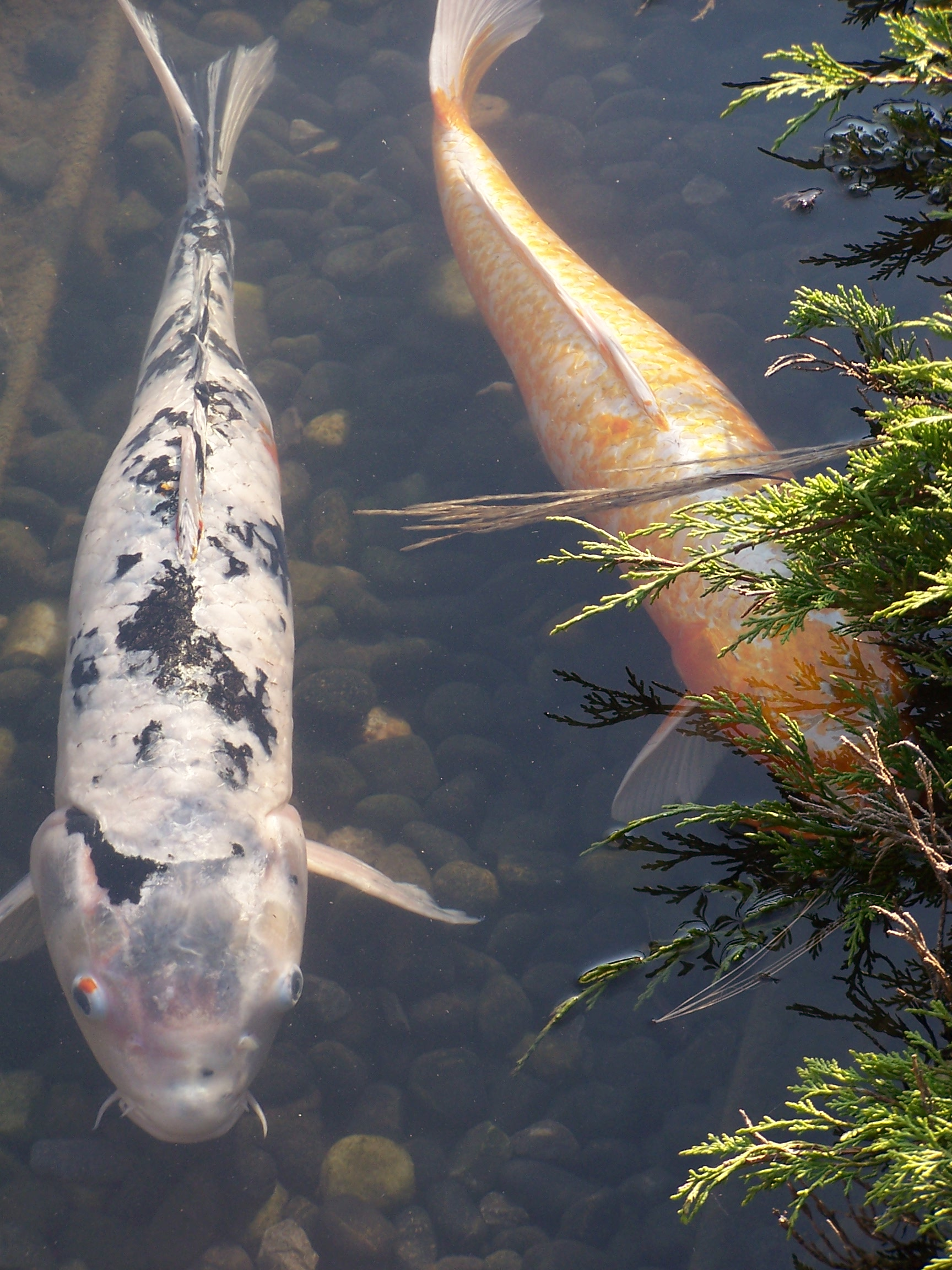
Kawarimono Koi (rechts)

Kawarimono is een verzamelnaam voor geschubde niet-metaalkleurige Koi (gekleurde sierkarpers), die niet ingedeeld zijn. 
"Kawarimono" is tevens een Japanse scheldwoord dat zot, getikt, raar, vreemd of verschillend betekent. 
Kawarimono is geen verzameling van ondergeschikte Koi-soorten. Alhoewel sommige soorten voor koihobbyisten minderwaardig zijn, zijn de meeste soorten, zoals bijvoorbeeld de Chagoi, zeer populair bij Koihobbyisten.  
Alle geschubde niet-metaalkleurige Koi worden in de volgende groepen verdeeld:
- Kohaku
- Sanke
- Showa
- Utsurimono
- Bekko
- Asagi-Shusui
- Koromo (koi)-Goshiki
- Tancho
- Kawarimono

## Eigenschappen
Het is zeer moeilijk voor verzamelaars om goede kwaliteitsnormen voor Kawarimono's vast te stellen, omdat er zoveel varianten zijn. Aandacht wordt onder meer geschonken aan de huidstructuur en -kwaliteit, zuiverheid van de kleuren, lichaamsbouw en het netpatroon. Een buitengewone verschijning is niet altijd een teken van goede kwaliteit. 

## Variëteiten
De Kawarimono-klasse bevat ontelbaar veel variëteiten. De bekendste zijn:
- Kumonryu: Een Doitsu zwarte Koi met witte vlekken. Naargelang het seizoen en de watertemperatuur, verandert het patroon soms.
- Beni Kumonryu: Een Kumonryu met rode patronen
- Kosui: Een Kumonryu maar in plaats van zwarte, rode patronen.
- Karasugoi: Letterlijk "Kraaivis". Een meestal zwarte/donkere soort met soms een witte of oranje buik. Aangezien deze soort zeer donker is vinden hobbyisten ze meestal vrij lelijk.
- Sumi-Nagashi: Een zwarte Koi waarvan de zwarte schubben een wit randje hebben. Hierdoor ontstaat een netpatroon zoals bij de Asagi. In Japan ook wel Asagi Sumi-Nagashi genoemd.
- Hajiro: Een zwarte Koi met witte randen op de vinnen wat in het water een zeer speciaal effect geeft.
- Hageshiro: Het broertje van de Hajiro maar met meer wit. Behalve op de randen van de vinnen, komt wit ook voor op het hoofd.
- Yotsushiro: Nog een andere vis van de familie van de Hajiro, deze heeft op 5 plaatsen wit: de rugvin, de staartvin, de beide borstvinnen en het hoofd
- Batsukawa-Bake: Een voornamelijk zwarte Koi met witte tinten, vooral bij de schubben.
- Aka Matsuba: Een rode Koi met een dennenappelpatroon (Matsuba) waarbij de rode schub in het midden zwart bevat. Op het hoofd mogen er geen zwarte vlekjes voorkomen. In tegenstelling tot de 2 andere Matsubagoi (zie hieronder), is de Aka Matsuba niet zo zeldzaam.
- Ki Matsuba: Een gele Koi met een dennenappelpatroon waarvan de gele schubben een zwarte kern hebben. Deze variëteit is zeer zeldzaam.
- Shiro Matsuba: Een witte Koi met een dennenappelpatroon (Matsuba) waarvan de witte schubben een zwarte kern hebben, wat een zeer speciaal effect geeft. Helaas is deze Koi uiterst zeldzaam.
- Kage Shiro Utsuri: Een Shiro Utsuri waarvan de zwarte patronen beschaduwd (Kage) zijn. Tegenwoordig worden deze Koi ingedeeld in de Utsurimono klasse omdat men bij jongere vissen moeilijk kan onderscheiden of het zwart is dat nog moet doorbreken of dat het Kage is.
- Kage Hi Utsuri: Een Hi Utsuri waarvan de zwarte patronen beschaduwd (Kage) zijn. Tegenwoordig worden deze Koi ingedeeld in de Utsurimono klasse omdat men bij jongere vissen moeilijk kan onderscheiden of het zwart is dat nog moet doorbreken of dat het Kage is.
- Kage Ki Utsuri: Een Ki Utsuri waarvan de zwarte patronen beschaduwd (Kage) zijn. Tegenwoordig worden deze Koi ingedeeld in de Utsurimono klasse omdat men bij jongere vissen moeilijk kan onderscheiden of het zwart is dat nog moet doorbreken of dat het Kage is.
- Kage Showa: Een Showa waarvan de zwarte patronen beschaduwd (Kage) zijn. Tegenwoordig worden deze Koi ingedeeld in de Showa klasse omdat men bij jongere vissen moeilijk kan onderscheiden of het zwart is dat nog moet doorbreken of dat het Kage is.
- Kanoko Kohaku: Een Kohaku met in plaats van volle rode patronen allemaal gespikkelde rode vlekjes.
- Kanoko Sanke: Een Sanke met in plaats van volle rode patronen allemaal gespikkelde rode vlekjes.
- Kanoko Showa: Een Showa met in plaats van volle rode patronen allemaal gespikkelde rode vlekjes.
- Sanke Shusui: Bij deze Doitsu-Sanke ligt onder de tekening het blauwzwart van de traditionele Shusui.
- Bunka Shusui: Blauwe Sanke met glimmende borstvinnen. Dit type zie je alleen als ze jong zijn. Naarmate ze ouder worden verliezen ze de glans.
- Goshiki Shusui: Een niet metaalkleurige blauwe Doitsu-Goshiki.
- Showa Shusui: Blauwe Shusui basiskleur met daarover een krachtige sumi en Showa tekening.
- Chagoi: 'Cha' betekent bruin. Een eenkleurige niet metaalachtige koi met lichtbruine of saffraanachtige kleur. Een jonge koi kan bruinachtig geel zijn. Dit type is het makkelijkst tam te maken en ze groeien zeer snel. Soms lijkt hij een soort netwerkpatroon over zich te hebben.
- Oshiba Shigure: Een kruising van een Chagoi en een Soragoi. Dit geeft een blauwgrijze Koi met bruine patronen. Zoals zijn beide ouders groeit ook deze zeer snel en is zeer tam.
- Soragoi: Een blauwgrijze versie van de Chagoi. Ook deze is zeer tam en groeit snel.
- Magoi: Een zwarte Japanse oerkarper die in Japan en China in de rijstvelden zwom en als consumptievis werd gebruikt. Na een tijdje kwamen er door middel van inteelt kleurmutaties voor, de basis van de huidige Koi. Deze koi kan zeer groot worden en is zeer tam, maar aangezien zijn donkere kleur en dat we hem zomaar in het wild kunnen vinden, komen we hem niet vaak tegen in sier- en Koivijvers.
- Karashigoi: Door het kruisen van een Chagoi en een Kigoi krijgt men soms een mosterdkleurige variëteit, "Karashi" betekent "mosterd" in het Japans. Vele beginners denken dat deze Koi een Chagoi is maar hij is geler van kleur.
- Kigoi: Een volledig gele niet-metaalkleurige Koi. Wordt vaak verward met een Yamabuki Ogon, maar deze is metaalkleurig.
- Akame Kigoi: Een albino Kigoi. Deze zeldzame variëteit is simpelweg een Kigoi met rode ogen. Door het ontbreken van kleurpigmenten zien we de haarvaten door de ogen.
- Midorigoi: 'Midori' betekent groen. Dit moet haast wel een van de meest zeldzame Koi zijn. Hij heeft een soort mythologische reputatie. Een doitsu midori-goi werd in 1963 gekweekt door een kruising tussen een vrouwelijke Shusui en een mannelijke Yamabuki Ogon. Deze groengele koi met zwarte of zilverkleurige schubben wordt vaak zwart door zijn Shusui afkomst, of juist heel lichtgroen.
- Enyu: Ongetwijfeld DE zeldzaamste Koi ter wereld. Deze Doitsugoi is purperkleurig met rode vlekken. Men krijgt deze door het kruisen van een Shusui en een al zeer zeldzame Midorigoi. Deze oudercombinatie wordt al zeldzaam gebruikt in Japan en dan komt men er dan nog maar 1 tegen na een aantal jaar.
- Shiro-Muji: Een volledig witte niet-metaalachtige Koi. Een Platinium Ogon zonder glans om het simpel te houden. Maar aangezien deze Koi niets speciaals heeft is deze "waardeloos". Hij is meestal kweekafval van een Kohaku-kweek.
- Aka Muji: Een geheel roodoranje Koi.
- Benigoi: Een geheel rode niet-metaalachtige diep karmijnrode koi. Het grote verschil met een Aka muiji is dat een Benigoi een veel diepere kleur heeft. Een goede Benigoi komt echter zelden voor.
- Aka-Hajiro: Een rode of oranje Koi met witte randen aan de vinnen.
- Hi-Botan: Een Shiro Utsuri waarvan de sumi-vlekken kleiner zijn en verspreid liggen over heel het lichaam. Beginners verwarren hem vaak met een bekko, maar de Hi-Botan heeft veel meer zwarte vlekjes.